# Рубен Хурадо
Рубен Хурадо (ісп. Rubén Jurado, нар. 25 квітня 1986, Севілья) — іспанський футболіст, нападник клубу АЕЛ.
Виступав, зокрема, за клуб «П'яст» (Гливиці).

## Ігрова кар'єра
Народився 25 квітня 1986 року в місті Севільї. Вихованець футбольної школи клубу «Севілья».
У дорослому футболі дебютував 2004 року виступами за команду клубу «Утрера», в якій провів два сезони. 
Згодом з 2006 по 2011 рік грав у складі команд клубів «Севілья Атлетіко», «Майрена», «Ельїн», «Касереньо» та «Альманса».
Своєю грою за останню команду привернув увагу представників тренерського штабу клубу «П'яст» (Гливиці), до складу якого приєднався 2011 року. Відіграв за команду з Гливиць наступні чотири сезони своєї ігрової кар'єри. Більшість часу, проведеного у складі «П'яста», був основним гравцем атакувальної ланки команди.
Протягом 2015—2018 років захищав кольори клубів «Тиргу-Муреш», «Атлетіко Балеарес» та «Арка».
До складу клубу АЕЛ приєднався 2018 року. Станом на 31 травня 2020 року відіграв за лімасольську команду 47 матчів в національному чемпіонаті. За підсумками сезону 2018/19 став разом з македонцем Іваном Тричковським найкращим бомбардиром чемпіонату. 

## Титули і досягнення
- Володар Суперкубка Польщі (1):

«Арка»: 2017
- Володар Кубка Кіпру (1):

АЕЛ: 2018-19
- Найкращий бомбардир Чемпіонату Кіпру (1):

АЕЛ: 2018-19